# Episodi di Squadra speciale Lipsia (sesta stagione)
La sesta stagione della serie televisiva Squadra speciale Lipsia è stata trasmessa in anteprima in Germania dalla ZDF tra il 16 settembre 2005 e il 19 maggio 2006.
| nº | Titolo originale                  | Titolo italiano                 | Prima TV Germania | Prima TV Italia |
| -- | --------------------------------- | ------------------------------- | ----------------- | --------------- |
| 1  | Nervenkitzel                      | Il salto                        | 16 settembre 2005 |                 |
| 2  | Die Aufsteiger                    | Squadra vincente                | 23 settembre 2005 |                 |
| 3  | Liebe und Tod in Moskau           | Amore e morte a Mosca           | 30 settembre 2005 |                 |
| 4  | Schatzsuche                       | Caccia al tesoro                | 7 ottobre 2005    |                 |
| 5  | Musikalisches Opfer               | Il violino insanguinato         | 14 ottobre 2005   |                 |
| 6  | Rufmord                           | Reputazione uccisa              | 21 ottobre 2005   |                 |
| 7  | Der menschliche Faktor            | Missing                         | 28 ottobre 2005   |                 |
| 8  | Vier Zeugen und ein Todesfall     | Quattro testimoni e un omicidio | 4 novembre 2005   |                 |
| 9  | Eine glückliche Familie           | Una famiglia felice             | 11 novembre 2005  |                 |
| 10 | Der Japaner                       | Il giapponese                   | 18 novembre 2005  |                 |
| 11 | Die weiße Frau                    | La dama bianca                  | 2 dicembre 2005   |                 |
| 12 | Die Moorleiche                    | Morte nel fango                 | 9 dicembre 2005   |                 |
| 13 | Liebe macht blind                 | L'amore rende ciechi            | 9 dicembre 2005   |                 |
| 14 | Totengräber                       | Il tesoro sepolto               | 16 dicembre 2005  |                 |
| 15 | Ehrliche Leute                    | Persuasione occulta             | 30 marzo 2006     |                 |
| 16 | Auf eigene Rechnung               | Per conto proprio               | 7 aprile 2006     |                 |
| 17 | Anonym                            | Anonimato                       | 21 aprile 2006    |                 |
| 18 | Das Mädchen auf dem Schwebebalken | La grande bugia                 | 28 aprile 2006    |                 |
| 19 | Hundeleben                        | Vita da cani                    | 5 maggio 2006     |                 |
| 20 | Ausbruch                          |                                 | 12 maggio 2006    |                 |
| 21 | Vollgas                           |                                 | 19 maggio 2006    |                 |